# Paradise Fears
Paradise Fears ist eine US-amerikanische Alternative-Rock-Pop-Band aus Vermillion in South Dakota. Ihr Album Yours Truly (erstmals in voller Länge) wurde am 14. Juni 2011 veröffentlicht. Anschließend spielten sie bei mehreren großen Rock-Pop-Touren.

## Geschichte und Mitglieder
Die Band Paradise Fears wurde von mehreren High-School-Schülern aus Vermillion gegründet. Sie setzt sich aus sechs Mitgliedern zusammen. Samuel Steven Tyler Miller, Jordan Michael Merrigan, Cole Douglas Andre, Lucas Paul Zimmermann, Michael Jeremiah Walker und Marcus Alexander Sand. Nach Abschluss der High-School begann die Gruppe Konzerte zu geben und veröffentlichte ihre Musik auf mehreren EPs, beispielsweise im Jahr 2008 The Secret to Dropping Out oder 2010 Make Them Believe. 2011 veröffentlichten sie ihr erstes Album Yours Truly in voller Länge und tourten mit einigen anderen Bands wie All Time Low, The Summer Set oder Forever the Sickest Kids. Am 25. Juni 2013 kam ihre Single Battle Scars heraus. Die gleichnamige EP debütierte auf Platz 2 der iTunes Alternative Charts. Die Band erreichte Platz 9 der „Uncharted Charts“ bei Billboard.
2014 verließ Lucas Zimmerman die Band. Für ihn kam Joey Russ als neuer Drummer hinzu.

## Diskografie
- 2008: The Secret to Dropping Out (EP)[7]
- 2010: Make Them Believe (EP)[8]
- 2011: Yours Truly (Album)[1]
- 2013: Battle Scars (EP)[9]